# بادا (مغنية)
بادا (هانغل: 바다) اسم الولادة تشوي سونغ (최성희)، من مواليد 28 فبراير 1980، هي مغنية وممثلة كورية جنوبية بدأت مسيرتها الفنية عام 1997. والدها مغني بانسوري. درست في جامعة دانكوك.

## وصلات خارجية
- بادا على موقع IMDb (الإنجليزية)
- بادا على موقع ميوزك برينز (الإنجليزية)
- بادا على موقع قاعدة بيانات الفيلم (الإنجليزية)

- الموقع الإلكتروني